# Воскресенское (Воскресенский район, Нижегородская область)
Воскресе́нское — рабочий посёлок городского типа в Нижегородской области, административный центр Воскресенского муниципального района.

## География
Посёлок расположен на правом берегу реки Ветлуги (пристань), в 67 км к северо-востоку от железнодорожной станции Семёнов (на линии Нижний Новгород — Котельнич нового направления Транссиба). В 104 км (по прямой) и 145 км (по автодороге) от Нижнего Новгорода.
Средняя температура января -13,0°С, июля +18,2°С

## Административно-территориальное устройство
Посёлок Воскресенское вместе с посёлком Калинихой и посёлком имени Михеева составляют городское поселение посёлок городского типа Воскресенское, которое является муниципальным образованием.
Кроме того, посёлок Воскресенское является административным центром Капустихинского сельского поселения, не входя в его состав.

## История
Воскресенское известно с XVI века как торговое село. Являлось центром «Ильинских новонаселённых починков». Переселенцы были вывезены с территории нынешнего Ветлужского района из «Востресенского чёрного стана», когда эта территория по дарственной царя стала собственностью князя Мстиславского.
В начальный период получило другое название — Ильинское, но сами переселенцы сохранили название по месту происхождения — Воскресенское. Оно удержалось в обращении и стало официально признанным.
В документах по разинскому движению (1670 год) упоминаются оба названия — Ильинское и Воскресенское.
Впоследствии носило народное название Нижнее Воскресение, парное старому названию города Ветлуги (Верхнего Воскресения до 1778 года), расположенного выше по течению одноимённой реки.
До 1918 года входило в состав Макарьевского уезда Нижегородской губернии, в 1918—1923 было центром Воскресенского уезда.
Статус посёлка городского типа с 1961 года.

## Население
| 1959  | 1970  | 1979  | 1989  | 1999  | 2002  | 2008  | 2009  | 2010  |
| ----- | ----- | ----- | ----- | ----- | ----- | ----- | ----- | ----- |
| 4627  | ↗6286 | ↘5389 | ↗6200 | ↗6469 | ↘6362 | ↘6115 | ↘6067 | ↗6185 |
| 2011  | 2012  | 2013  | 2014  | 2015  | 2016  | 2017  | 2018  | 2019  |
| ↘6169 | ↘6109 | ↘6034 | ↘5991 | ↘5937 | ↘5929 | ↗5942 | ↗6028 | ↘5987 |
| 2020  | 2021  |       |       |       |       |       |       |       |
| ↗5995 | ↘5555 |       |       |       |       |       |       |       |

## Экономика
Основные предприятия посёлка: леспромхоз, промкомбинат.

## Социальная сфера
Первое упоминание о церковно-приходском училище при Храме Воскресения Словущего датируется 1856 годом. Сообщается, что оно было открыто на средства Анны Немчиновой. В 1968 году для школы было построено новое здание. По состоянию на 2010 год Воскресенская средняя школа — самая большая в районе. В ней было 35 классов, занятия в которых вели 79 педагогов. В школе действует свой небольшой краеведческий музей.
В посёлке располагается единственный в Воскресенском районе дом-интернат для престарелых и инвалидов Открыт центр культуры и досуга.

## Религия
Построенный в 1858 году на берегу Ветлуги пятипрестольный соборный храм в честь Воскресения словущего славился своей масштабной архитектурой и большим приходом, насчитывавшим почти 2000 человек.
В 1937 году храм был закрыт, а в здании размещён дом культуры. В 2000 году был передан верующим и началось его восстановление. В марте 2010 года началось изготовление нового резного иконостаса. В апреле 2010 года при храме была открыта детская площадка.
Раз в месяц выходит газета «Воскресенский православный вестник», в 2010 году тираж составлял 1000 экземпляров.
До событий 1917 года главный храм села был освящён в честь Смоленской иконы Божией Матери, престольный праздник отмечали 10 августа. В советское время храм был разрушен, но традиция празднования сохранилась.

## Достопримечательности
Работает краеведческий музей. На главной площади есть памятник Ленину.

## Воскресенское в литературе
В романе-эпопее П. И. Мельникова-Печерского «В лесах» приводятся данные XIX века о прежнем наименовании поселения, которое было парным таковому города Ветлуги:
В Ветлужском крае город Ветлугу до сих пор зовут Верхним Воскресеньем, как назывался он до 1778 года, когда был обращён в уездный город. Нижнее Воскресенье – большое село на Ветлуге в Макарьевском уезде Нижегородской губернии. Иначе – Воскресное. Это два главных торговых пункта по Ветлуге.

## Уроженцы Герои Советского Союза
- Пайков, Александр Николаевич (1924—1995) — участник Великой Отечественной войны, Герой Советского Союза. Работал председателем Воскресенского поселкового совета, жил и похоронен в Воскресенском.
- Синявин, Фёдор Фёдорович — Герой Советского Союза, обучался в Воскресенской школе[25].